# Wassylij Medwit
Wassylij Medwit OSBM (ukrainisch Василій Медвіт, wissenschaftliche Transkription Vasyliy Medvit; * 23. Juli 1949 in Przemyśl, Polen; † 12. September 2024 in Warschau) war ein ukrainisch griechisch-katholischer Ordensgeistlicher und Weihbischof im Erzbischöflichen Exarchat Donezk-Charkiw.

## Leben
Wassylij Medwit wurde im polnischen Przemysl geboren. Am 26. Dezember 1978 trat er der Ordensgemeinschaft der Basilianer bei und legte am 2. Februar 1980 die erste sowie am 1. Januar 1984 die feierliche Profess ab.
Das Theologiestudium absolvierte er in Rom. Während seines Aufenthalts in Rom war er in den Jahren 1984 bis 1986 Vizerektor der Päpstlichen Hochschule des Hl. Josaphat Kunzewitsch. Medwit empfing am 31. Mai 1984 durch Papst Johannes Paul II. die Priesterweihe.
Nach seiner Rückkehr nach Polen übernahm Wassylij Medwit von 1986 bis 1989 pastorale Aufgaben als Pfarrer in den ukrainischen griechisch-katholischen Diaspora-Pfarreien von Bani Mazurski und Krukljanky. Am 4. Januar 1989 wurde Medwit zum ersten Abt der Basilianerprovinz vom Schutz der Hl. Gottesmutter in Polen ernannt.
Papst Johannes Paul II. ernannte ihn am 30. März 1994 zum Titularbischof von Hadriane und zum Weihbischof in Lemberg. Am 12. Juli desselben Jahres spendete ihm Kardinal Myroslaw Ljubatschiwskyj in der Sankt-Georgs-Kathedrale in Lemberg die Bischofsweihe; Mitkonsekratoren waren Jan Martyniak, ruthenischer griechisch-katholischer Bischof von Przemyśl, und Myron Michael Daciuk OSBM, ukrainischer griechisch-katholischer Bischof von Edmonton.
Wassylij Medwit trat am 30. September 1996 vom Amt des Weihbischofs in Lemberg zurück und wurde Apostolischer Visitator für die griechisch-katholischen Christen in Kasachstan. Die Synode der ukrainisch griechisch-katholischen Kirche wählte ihn am 20. September 1997 zum Erzbischöflichen Exarchen des Erzbischöflichen Exarchats von Kiew und Wyschhorod. Medwit übernahm von 2001 bis 2005 die Aufgaben des Sekretärs in der Ukrainisch Griechisch-Katholischen Bischofssynode, seit dem 6. Dezember 2004 mit dem Titel eines Kurienbischofs im Großerzbistum Kiew-Halytsch.
Am 17. März 2009 wurde Wassylij Medwit zum Weihbischof im Erzbischöflichen Exarchat Donezk-Charkiw ernannt. Am 25. Oktober 2013 wurde sein vorzeitiger Rücktritt angenommen. Er starb am 12. September 2024 im Basilianerkloster in Warschau.